# HD 56341
HD 56341，又名CD-23 5173，SAO 173319、HR 2755，是一颗恒星，视星等为6.32，位于銀經236.79，銀緯-5.58，其B1900.0坐标为赤經7h 11m 35.6s，赤緯-23° -5.58′ 53″。